# Chinchilla's
Chinchilla's (Chinchilla) zijn een geslacht van knaagdieren uit de familie wolmuizen (Chinchillidae), specifieker de onderfamilie chinchilla's en haasmuizen (Chinchillinae). Soms wordt ook de hele familie van de wolmuizen aangeduid als chinchilla.
Ze worden ernstig bedreigd door de jacht op hun zeer duurzame vacht.

## Soorten
Het geslacht komt voor in de zuidelijke Andes en omvat twee soorten:
- Chinchilla chinchilla – Koningschinchilla
- Chinchilla laniger – Chinchilla, ook vaak als huisdier gehouden

Verschil tussen de koningschinchilla (boven) en de chinchilla (onder)